# Julien Pascal
Pour les articles homonymes, voir Pascal.
Julien Pascal, né le 2 mai 1928 à Bekegem, section de la commune d'Ichtegem, et mort le 15 octobre 2012 à Bruges, est un coureur cycliste belge, professionnel de 1952 à 1961.

## Palmarès
- 1950
  - 2e étape du Tour du Limbourg amateurs
  - 5e étape du Tour de Belgique amateurs
- 1952
  - 2e de Tourcoing-Dunkerque-Tourcoing
- 1953
  - 3e du Grand Prix de la Banque
  - 3e de la Nokere Koerse
- 1954
  - 3e de la Wingene Koers
- 1956
  - 3e de la Ruddervoorde Koerse
- 1958
  - 2e de Tourcoing-Dunkerque-Tourcoing
  - 2e de l'Egmont Cycling Race
- 1959
  - 2e du Stadsprijs Geraardsbergen
  - 3e de Tielt-Anvers-Tielt